# بين فريك
بين فريك (بالإنجليزية: Ben Fricke)‏ هو لاعب كرة قدم أمريكية أمريكي، ولد في 3 نوفمبر 1975 في أوستن في الولايات المتحدة، وتوفي في 21 فبراير 2011 في بلينو في الولايات المتحدة بسبب سرطان القولون.

## وصلات خارجية
- بين فريك على موقع مرجع كرة القدم المحترفة.كوم (الإنجليزية)